# Gianni Giacomini
Gianni Giacomini (nascido em 18 de agosto de 1958) é um ex-ciclista italiano, profissional entre 1981 e 1983. Participou nos Jogos Olímpicos de 1980, em Moscou, então na União Soviética, onde terminou em quinto lugar na prova de estrada.

## Palmarès
- 1976
  -  Campeão mundial júnior em contrarrelógio por equipes (com Corrado Donadio, Ivano Maffei e Alessandro Primavera)
- 1978
  -  Campeão mundial em estrada militar
- 1979
  -  1º no Campeonato Mundial de Ciclismo em Estrada Amador
  -  Medalha de ouro nos Jogos Mediterrâneos de Split em contrarrelógio por equipes
  - 1° Grande Prêmio de Poggiana
- 1980
  - 1º no Giro del Belvedere
- 1983
  - 1º no Giro de la Basilicata